# Nule
Nule é uma comuna italiana da região da Sardenha, província de Sassari, com cerca de 1.573 habitantes. Estende-se por uma área de 51 km², tendo uma densidade populacional de 31 hab/km². Faz fronteira com Benetutti, Bitti (NU), Orune (NU), Osidda (NU), Pattada.

## Demografia
| Variação demográfica do município entre 1861 e 2011                               |
|                                                                                   |
| Fonte: Istituto Nazionale di Statistica (ISTAT) - Elaboração gráfica da Wikipedia |